# Estatua de Hugo Chávez (Riberalta)
La estatua de Hugo Chávez fue un monumento construido en 2013 en la ciudad boliviana de Riberalta, dentro de la provincia de Vaca Díez en el departamento del Beni. La estatua fue otorgada a crédito por el gobierno de Venezuela al gobierno regional, en 2019 el monumento fue destruido en medio de las protestas contra el entonces presidente Evo Morales.

## Historia

### Construcción
El monumento fue realizado en conjunto por representantes del gobierno venezolano y las autoridades regionales del Beni, los caribeños dijeron que la estatua formaba parte de un conjunto de obras que Caracas estaba entregando a Riberalta en forma de donación. El alcalde de Trinidad, Moisés Shriqui expresó que las obras y la estatua no eran donaciones venezolanas, si no, creaciones a crédito que el gobierno del Beni tendrá que pagar de sus fondos públicos.
La inauguración del monumento se dio el 6 de noviembre de 2013 con la presencia del presidente Evo Morales, rodeado de militares de la Armada de Bolivia por el 187 aniversario de fundación de dicha institución castrense. El día de inauguración fue polémico, debido a que entonces unos días antes del 6 de noviembre hubo un accidente aéreo de una avioneta con ocho muertos en Riberalta, suceso al cual el gobierno boliviano prestó nula atención.

### Destrucción
En el contexto de las manifestaciones contra Evo Morales y su intento reelección las elecciones generales de Bolivia de 2019, el desagrado se expandió con todo lo relacionado con la izquierda pro-Morales, esto incluía todo lo referente al círculo político del presidente, como era el caso de Hugo Chávez, aliado y líder de la revolución bolivariana, en la cual Morales se había inspirado para las políticas del MAS.
La crisis se extendió a Beni desde La Paz, el 22 de octubre de 2019, y los manifestantes rodearon al Hugo Chávez de Riberalta, subieron a la estatua en medio de cánticos contra Morales y atando una soga al cuello para tumbarla, luego de la caída, el cuerpo de hormigón fue despedazado y distribuido por trozos en varios puntos de Riberalta, la cabeza del monumento terminó en la puerta del entonces alcalde Omar Núñez Vela Rodríguez, miembro del MAS.
Al principio se cuestionó si la noticia era real, hasta que la web Bolivia Verifica confirmó que los videos en Facebook y Twitter sobre la destrucción de la estatua eran verídicos.